# Jean-Michel Chaumont
Pour les articles homonymes, voir Chaumont.
 (octobre 2020).
Si vous disposez d'ouvrages ou d'articles de référence ou si vous connaissez des sites web de qualité traitant du thème abordé ici, merci de compléter l'article en donnant les références utiles à sa vérifiabilité et en les liant à la section « Notes et références ».
Fils de Maurice Chaumont, professeur de sociologie à l'Université catholique de Louvain, Jean-Michel Chaumont, est philosophe, sociologue et un auteur belge qui a été un collaborateur à la Fondation Auschwitz, une association sans but lucratif active sur le terrain belge qui se définit comme un Centre d'études et de documentation, créée en 1980 à l'initiative d'une amicale d'ancien prisonniers politiques de camps de concentration à Bruxelles de 1989 à 1993.

## Biographie
Il a défendu une thèse sur les enjeux sociaux de la mémoire de la Shoah, sous la direction de Michel Wieviorka.
Il est actuellement[Quand ?] chercheur qualifié au FNRS et travaille à l'Université catholique de Louvain.
Il a reçu en 2020 le prix littéraire de la Fédération du parlement de Wallonie-Bruxelles pour son ouvrage Survivre à tout prix? Essai sur l'honneur, la résistance et le salut de nos âmes, Paris, La Découverte, 2017.

## Publications
- Autour d'Auschwitz, Bruxelles, Presses de l'Académie royale de Belgique, 1991.
- Connaissance ou reconnaissance? Les enjeux du débat sur la singularité de la Shoah, in Le Débat, novembre-décembre 1994, p. 69-89.
- Chaumont, Jean-Michel. 1997. La concurrence des victimes : génocide, identité, reconnaissance. Paris: Editions la Découverte. (traduit en allemand en 2001)
- Chaumont, Jean-Michel. Le mythe de la traite des Blanches : enquête sur la fabrication d’un fléau. Paris: la Découverte, 2009.
- Chaumont, Jean-Michel, Survivre à tout prix? Essai sur l'honneur, la résistance et le salut de nos âmes, Paris, La Découverte, 2017.